# Five Nations 1922
Die Ausgabe 1922 des jährlich ausgetragenen Rugby-Union-Turniers Five Nations (seit 2000 Six Nations) fand zwischen dem 2. Januar und dem 8. April statt. Turniersieger wurde Wales.

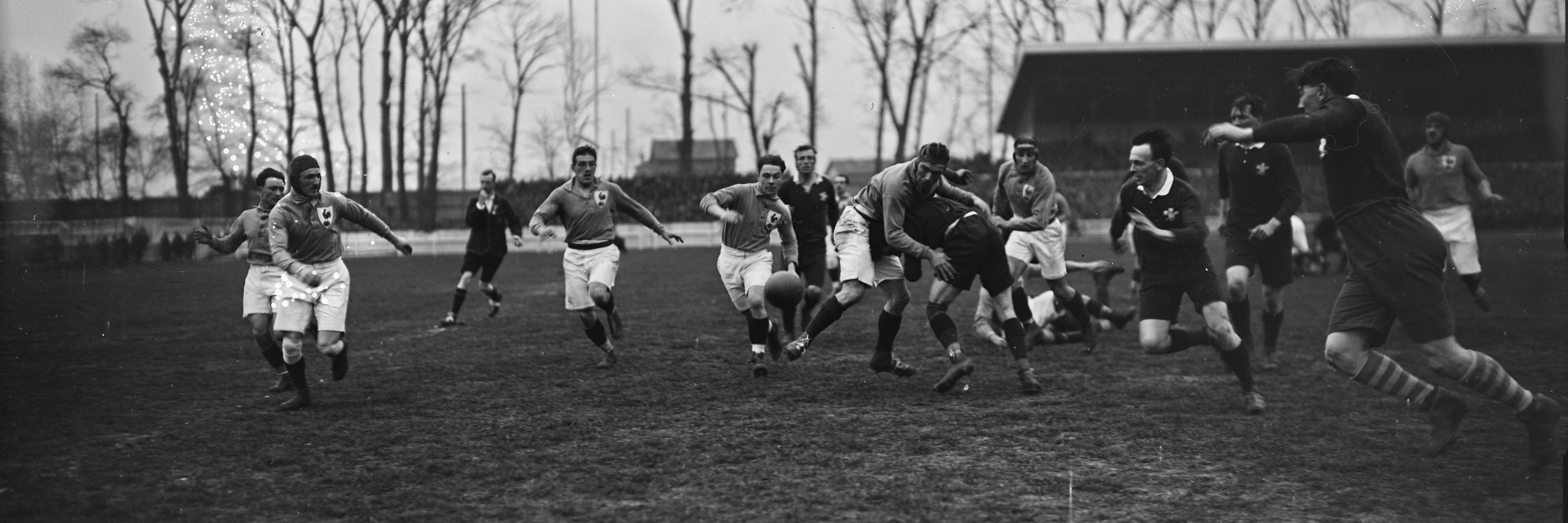
Spielszene aus der Begegnung zwischen Frankreich gegen Wales am 23. März 1922

## Teilnehmer
| Land       | Stadion                        | Stadt             | Kapitän                   |
| ---------- | ------------------------------ | ----------------- | ------------------------- |
| England    | Twickenham Stadium             | London            | Bruno Brown / Dave Davies |
| Frankreich | Stade de Colombes              | Colombes          | René Crabos               |
| Irland     | Lansdowne Road                 | Dublin            | William Collopy           |
| Schottland | Inverleith                     | Edinburgh         | Charlie Usher             |
| Wales      | Cardiff Arms Park / St Helen’s | Cardiff / Swansea | Tom Parker                |

## Tabelle
|    | Land       | Spiele | Siege | Unent. | Ndlg. | Spiel- punkte | Diff. | Tabellen- punkte |
| -- | ---------- | ------ | ----- | ------ | ----- | ------------- | ----- | ---------------- |
| 1. | Wales      | 4      | 3     | 1      | 0     | 59:23         | + 36  | 7                |
| 2. | England    | 4      | 2     | 1      | 1     | 40:47         | − 7   | 5                |
| 3. | Schottland | 4      | 1     | 2      | 1     | 23:26         | − 3   | 4                |
| 4. | Irland     | 4      | 1     | 0      | 3     | 19:32         | − 13  | 2                |
| 4. | Frankreich | 4      | 0     | 2      | 2     | 20:33         | − 13  | 2                |

## Ergebnisse
| 2. Januar 1922 | Frankreich         | 3 : 3         | Schottland         | Stade de Colombes, Colombes Zuschauer: 37.000 Schiedsrichter: Harold Harrison (England) |
| 2. Januar 1922 | Versuche: Jauréguy | (3:3) Bericht | Versuche: Browning | Stade de Colombes, Colombes Zuschauer: 37.000 Schiedsrichter: Harold Harrison (England) |

| 21. Januar 1922 | Wales                                                                                           | 28 : 6         | England            | Cardiff Arms Park, Cardiff Zuschauer: 35.000 Schiedsrichter: James Tennent (Schottland) |
| 21. Januar 1922 | Versuche: Bowen Delahay Evans Hiddlestone Palmer Parker Richards Whitfield Erhöhungen: Rees (2) | (17:3) Bericht | Versuche: Day Lowe | Cardiff Arms Park, Cardiff Zuschauer: 35.000 Schiedsrichter: James Tennent (Schottland) |

| 4. Februar 1922 | Schottland                                   | 9 : 9   | Wales                                               | Inverleith, Edinburgh Zuschauer: 25.000 Schiedsrichter: Dickie Lloyd (Irland) |
| 4. Februar 1922 | Versuche: Browning (2) Straftritte: Browning | Bericht | Versuche: Bowen Erhöhungen: Samuel Dropgoals: Evans | Inverleith, Edinburgh Zuschauer: 25.000 Schiedsrichter: Dickie Lloyd (Irland) |

| 11. Februar 1922 | Irland           | 3 : 12        | England                                         | Lansdowne Road, Dublin Schiedsrichter: James Tennent (Schottland) |
| 11. Februar 1922 | Versuche: Wallis | (3:6) Bericht | Versuche: Gardner Lowe Maxwell-Hyslop Smallwood | Lansdowne Road, Dublin Schiedsrichter: James Tennent (Schottland) |

| 25. Februar 1922 | Schottland              | 6 : 3         | Irland           | Inverleith, Edinburgh Schiedsrichter: T. D. Schofield (Wales) |
| 25. Februar 1922 | Versuche: Bryce Liddell | (0:3) Bericht | Versuche: Clarke | Inverleith, Edinburgh Schiedsrichter: T. D. Schofield (Wales) |

| 25. Februar 1922 | England                                              | 11 : 11       | Frankreich                                                  | Twickenham Stadium, London Zuschauer: 40.000 Schiedsrichter: James Tennent (Schottland) |
| 25. Februar 1922 | Versuche: Voyce Erhöhungen: Day Straftritte: Day (2) | (6:0) Bericht | Versuche: Got Cassayet-Armagnac Lasserre Erhöhungen: Crabos | Twickenham Stadium, London Zuschauer: 40.000 Schiedsrichter: James Tennent (Schottland) |

| 11. März 1922 | Wales                                            | 11 : 5        | Irland                              | St Helen’s, Swansea Zuschauer: 40.000 Schiedsrichter: J. C. Sturrock (Schottland) |
| 11. März 1922 | Versuche: Evans Whitfield (2) Erhöhungen: Samuel | (3:0) Bericht | Versuche: Stokes Erhöhungen: Wallis | St Helen’s, Swansea Zuschauer: 40.000 Schiedsrichter: J. C. Sturrock (Schottland) |

| 18. März 1922 | England                                      | 11 : 5        | Schottland                          | Twickenham Stadium, London Zuschauer: 40.000 Schiedsrichter: Dickie Lloyd (Irland) |
| 18. März 1922 | Versuche: Davies Lowe (2) Erhöhungen: Conway | (0:5) Bericht | Versuche: Dykes Erhöhungen: Bertram | Twickenham Stadium, London Zuschauer: 40.000 Schiedsrichter: Dickie Lloyd (Irland) |

| 23. März 1922 | Frankreich         | 3 : 11  | Wales                                                  | Stade de Colombes, Colombes Zuschauer: 35.000 Schiedsrichter: Wallace Harland (Irland) |
| 23. März 1922 | Versuche: Jauréguy | Bericht | Versuche: Cummings Evans Whitfield Erhöhungen: Jenkins | Stade de Colombes, Colombes Zuschauer: 35.000 Schiedsrichter: Wallace Harland (Irland) |

| 8. April 1922 | Irland                                                      | 8 : 3         | Frankreich       | Lansdowne Road, Dublin Zuschauer: 40.000 Schiedsrichter: James Tennent (Schottland) |
| 8. April 1922 | Versuche: Stephenson Erhöhungen: Wallis Straftritte: Wallis | (5:0) Bericht | Versuche: Pascot | Lansdowne Road, Dublin Zuschauer: 40.000 Schiedsrichter: James Tennent (Schottland) |